# Carl Johan Billmark
Carl Johan Billmark (28. januar 1804 – november 1870) var en svensk tegner og litograf. 
Billmark lærte først kobberstikkerkunsten under Forssell, men slog sig snart på litografien. Hans talrige rejser – i 37 år var han desuden bosat i Paris – gav stof til en mængde gode landskabs- og arkitekturbilleder, således i værket Pittoresk resetur från Stockholm till Neapel og senere i hans hovedværk Sverige med mange prospekter fra Stockholm og omegn, udførte i litografisk farvetryk (1853-68). Hans blyantskitser og akvareller viser fin opfattelse af landskabelige og arkitektoniske motiver. 